# Tajimi
Tajimi (auch Tadschimi; jap. 多治見市, -shi) ist eine Großstadt in der japanischen Präfektur Gifu.

## Geographie
Tajimi liegt nordöstlich von Nagoya und östlich von Gifu.

## Geschichte
Die Stadt wurde am 1. August 1940 gegründet.
Tajimi ist ein Verkehrsknotenpunkt und bekannt für seine Porzellanmanufakturen. Der Tempel Eihō-ji mit seinem Tempelgarten liegt am Nordrand der Stadt. Außerdem ist Tajimi Sitz eines Klosters der Steyler Missionare.

## Sehenswürdigkeiten
- Eihō-ji

## Verkehr

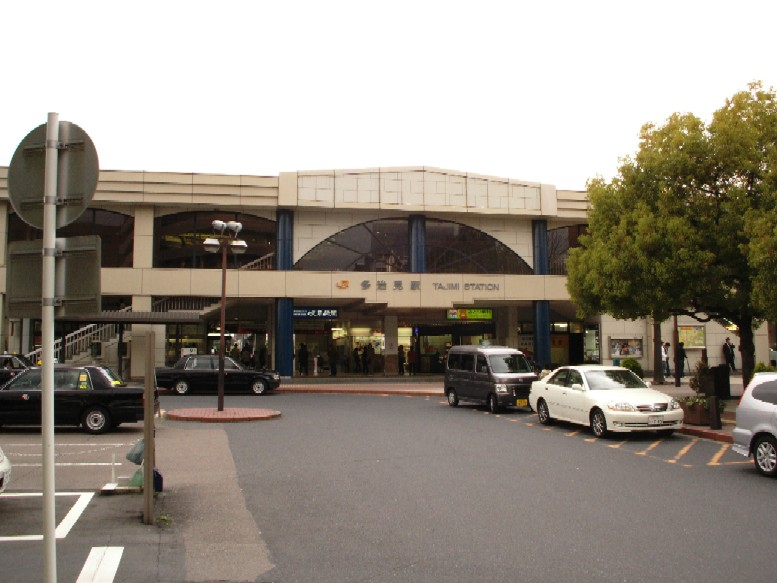
Bahnhof Tajimi

Tajimi ist über die Chūō-Autobahn erreichbar. Die Stadt liegt auch an der Nationalstraße 19 von Nagoya nach Nagano und an der Nationalstraße 248. Am Bahnhof Tajimi halten Züge auf Chūō-Hauptlinie, zudem zweigt hier die Taita-Linie ab. Beide Bahnstrecken werden von Zügen der JR Central bedient.

## Angrenzende Städte und Gemeinden
- Präfektur Gifu
  - Toki
  - Kani
- Präfektur Aichi
  - Kasugai
  - Inuyama
  - Seto

## Werbemaßnahmen
Mit Yaku nara Magu Kappu mo wird seit dem Jahr 2012 kontinuierlich eine Manga-Serie produziert, die 2021 auch als Anime adaptiert wurde, der international als Let's Make a Mug Too veröffentlicht wurde. Die Serie erzählt von vier Mädchen, die in Tajimi die dortige Mino-Keramik und Töpferei im Allgemeinen kennenlernen.

## Persönlichkeiten
- Shōhei Mishima (* 1995), Fußballspieler
- Arakawa Toyozō (1894–1985), Töpfer
- Kazuhiro Satō (* 1990), Fußballspieler
- Ryōmei Tanaka (* 1993), Boxer
- Tarō Sugimoto (* 1996), Fußballspieler

## Weblinks

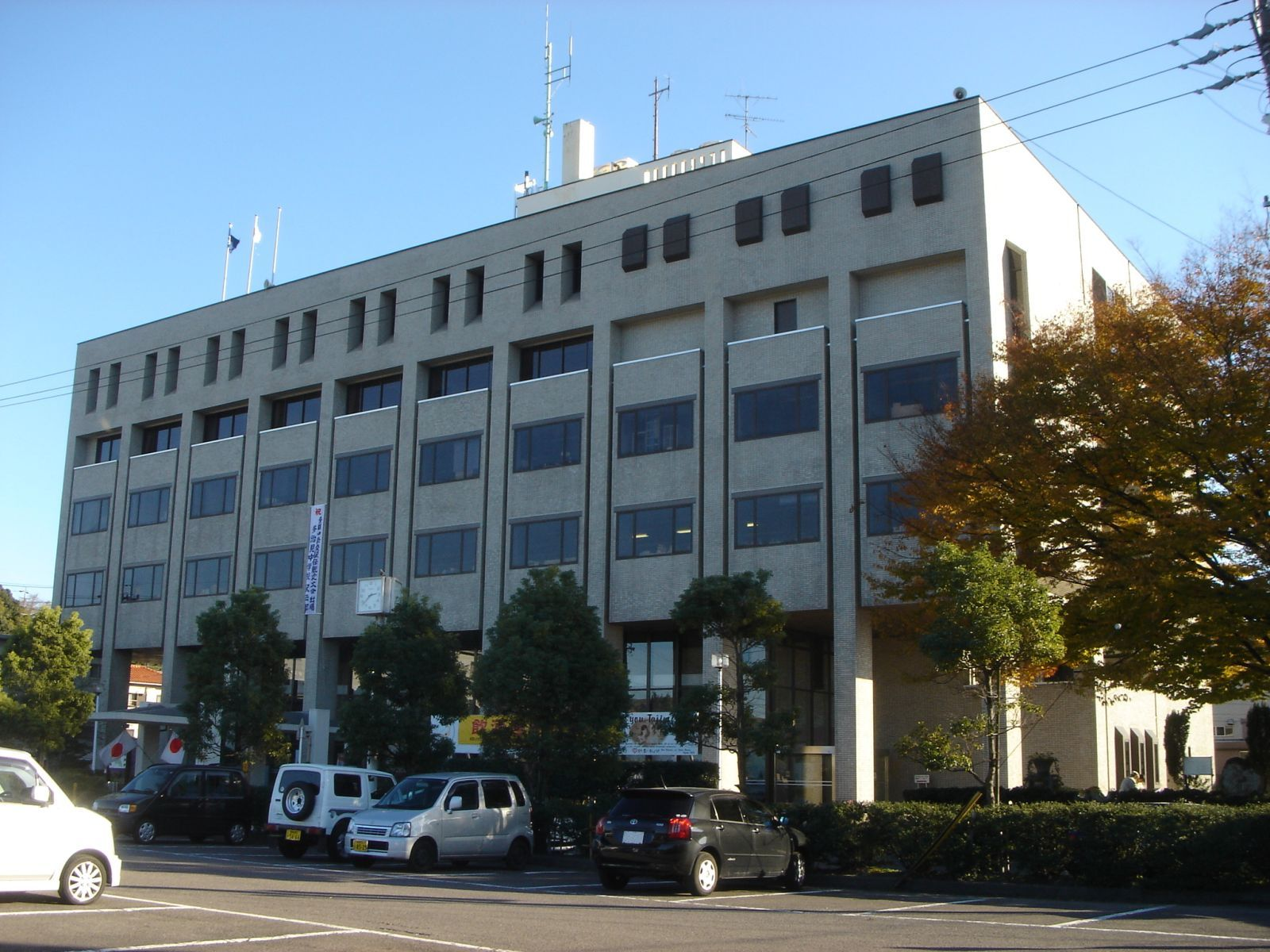
Rathaus Tajimi

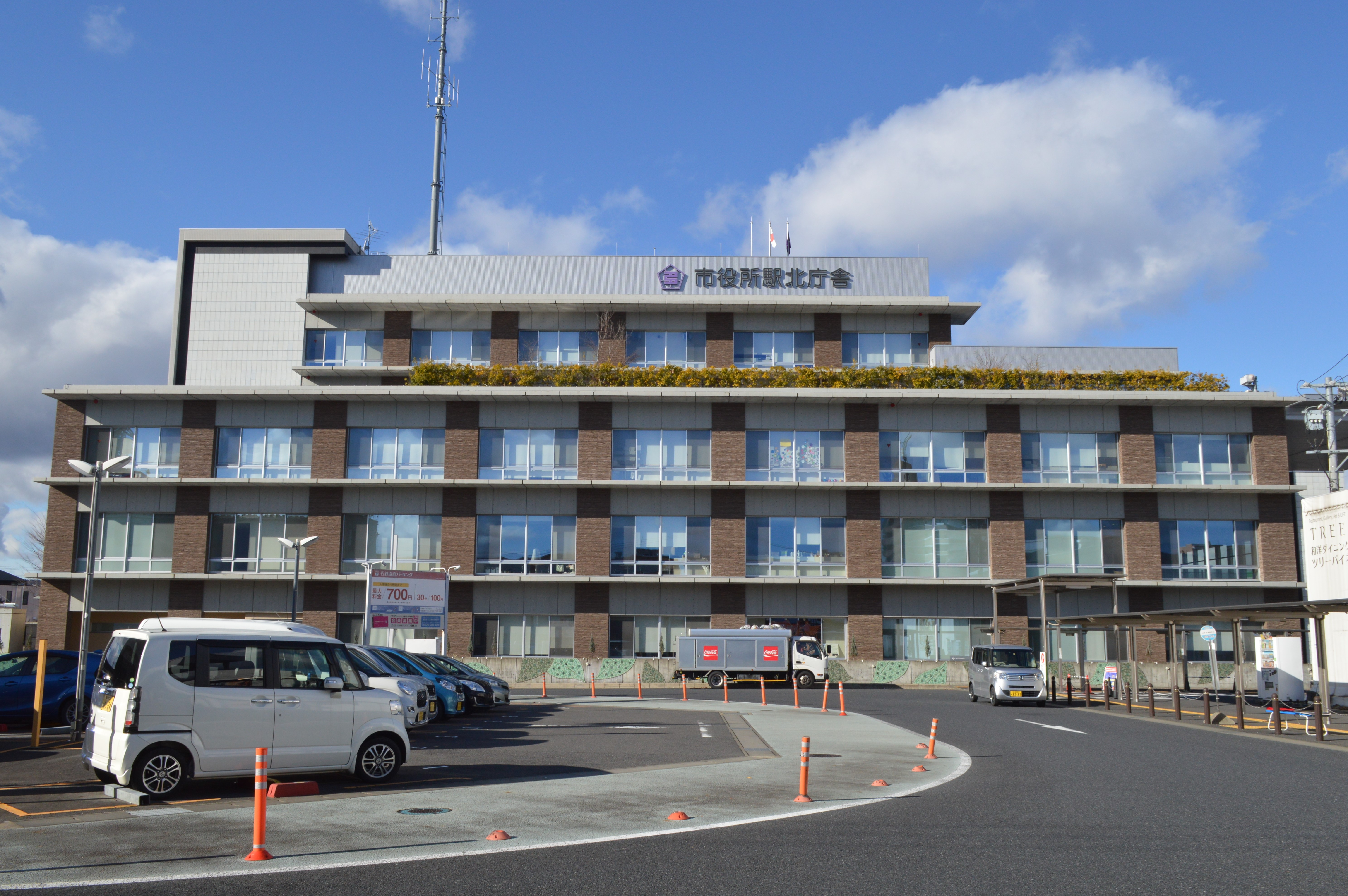
Nordgebäude des Rathauses von Tajimi